# IC 1252
IC 1252 је спирална галаксија у сазвјежђу Змај која се налази на листи објеката дубоког неба у Индекс каталогу.
Деклинација објекта је + 57° 22' 1" а ректасцензија 17h 15m 50,0s. Привидна величина (магнитуда) објекта IC 1252 износи 14,9 а фотографска магнитуда 15,7. IC 1252 је још познат и под ознакама IC 4649, UGC 10788, CGCG 299-68, CGCG 300-1, MCG 10-24-120, PGC 59962.